# Megateg lesbiae
Megateg lesbiae là một loài nhện trong họ Zoropsidae.
Loài này thuộc chi Megateg. Megateg lesbiae được Raven & Stumkat miêu tả năm 2005.